# Nuoto ai Giochi della X Olimpiade - Staffetta 4x200 metri stile libero maschile
La competizione della staffetta 4x200 metri stile libero maschile di nuoto dei Giochi della X Olimpiade si è svolta il giorno 9 agosto 1932 al Los Angeles Swimming Stadium.

## Risultati
| Pos.    | Nazione       | Atleti                                                          | Tempo   |
| ------- | ------------- | --------------------------------------------------------------- | ------- |
| Oro     | Giappone      | Yasuji Miyazaki Masanori Yusa Takashi Yokoyama Hisakichi Toyoda | 8'58"4  |
| Argento | Stati Uniti   | Frank Booth George Fissler Maiola Kalili Manuella Kalili        | 9'10"5  |
| Bronzo  | Ungheria      | András Wanié László Szabados András Székely István Bárány       | 9'31"4  |
| 4       | Canada        | George Larson George Burrows Walter Spence Munroe Bourne        | 9'36"3  |
| 5       | Gran Bretagna | Joseph Whiteside Bob Leivers Mostyn Ffrench-Williams Reg Sutton | 9'45"8  |
| 6       | Argentina     | Carlos Kennedy Leopoldo Tahier Roberto Peper Alfredo Rocca      | 10'13"1 |
| 7       | Brasile       | Manuel Silva Isaac Morais Manoel Villar Benvenuto Nuñes         | 10'36"5 |